# Bettenhausen (Rhönblick)

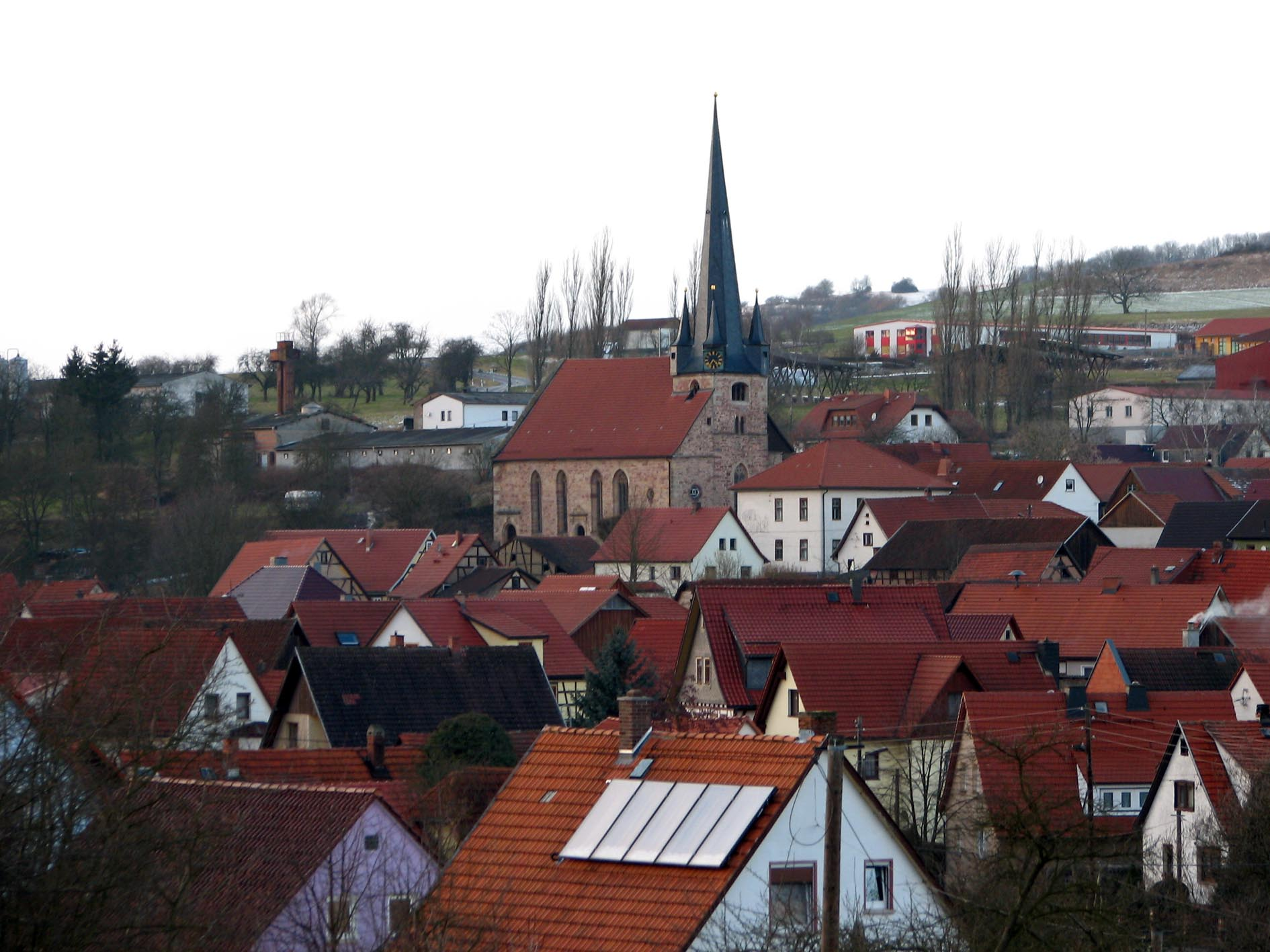
Die Ortslage Bettenhausen

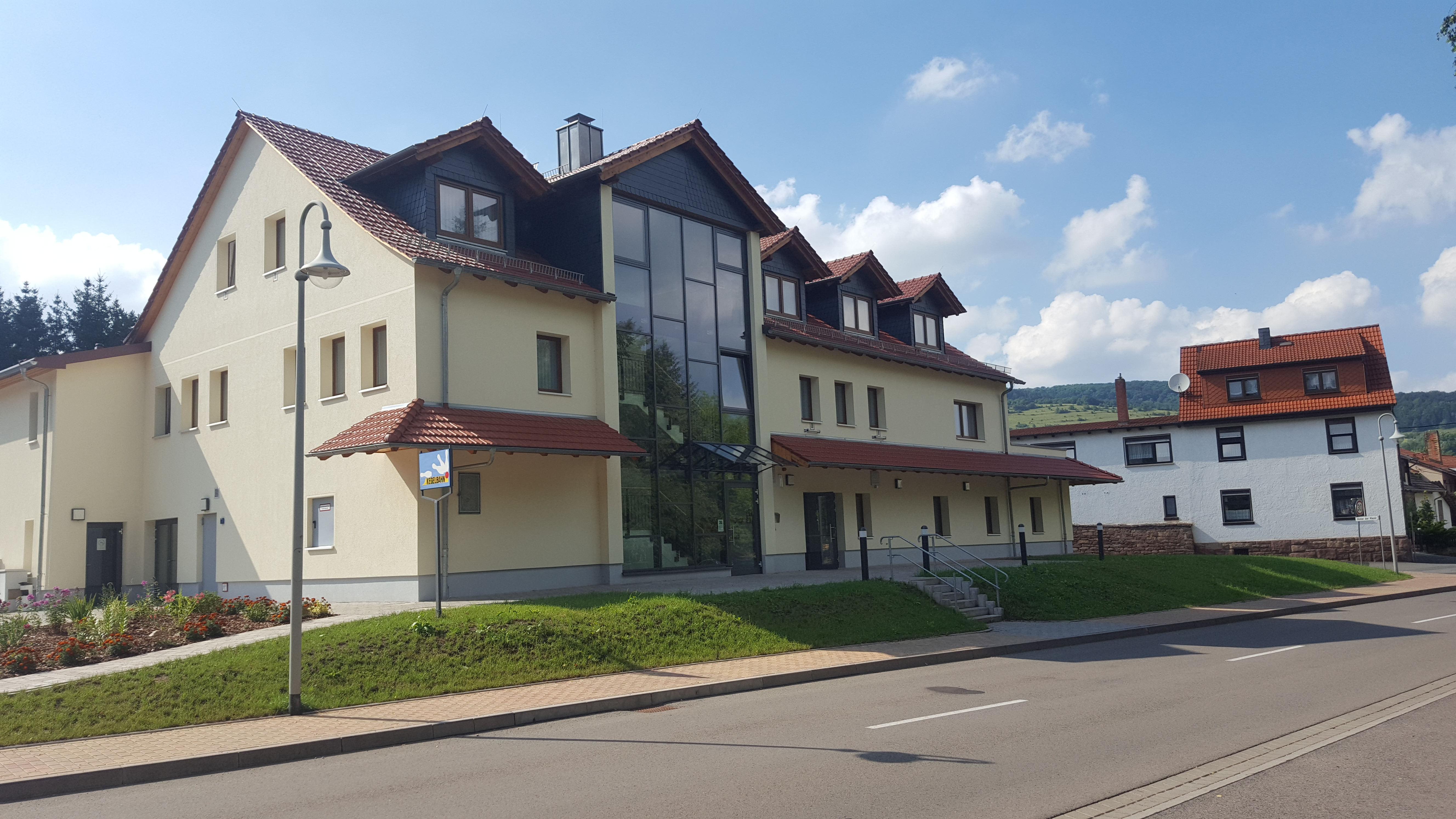
Kulturhaus Bettenhausen

Bettenhausen ist ein Dorf mit etwa 700 Einwohnern in der Thüringer Rhön und ist der größte Ortsteil der Einheitsgemeinde Rhönblick im Landkreis Schmalkalden-Meiningen.

## Lage
Das Dorf liegt auf 350 m ü. NN im Herpfgrund an der Stedtlingsbach-Mündung, südlich der Hohen Geba und deren Ausläufer, dem Neidhardskopf.

## Geschichte
Die erste urkundliche Erwähnung von Bettenhausen stammt aus dem Jahr 850. Der Ort war ursprünglich im Besitz des Klosters Neuenberg bei Fulda. 1320/23 gingen die fuldischen Orte Seeba und Bettenhausen in den Besitz der Grafen von Henneberg-Schleusingen über und wurden dem Amt Sand angegliedert, gerichtlich gehörten sie aber zur Zent Kaltennordheim. Bereits 1350 wurden sie wieder an das Kloster Fulda verpfändet. Nach der Pfandeinlösung im Jahr 1419 gehörten die beiden Orte zum hennebergischen Amt Maßfeld, mit dem sie nach Aussterben der Henneberger ab 1680 zum Herzogtum Sachsen-Meiningen kamen. Ein Kuriosum der Ortsgeschichte ist es, dass Fulda die Lehnshoheit über das seit 1320 ansonsten aber hennebergische Dorf samt Kirchenpatronat bis 1808 behaupten konnte.
Am 1. August 1996 wurde Bettenhausen Teil der Gemeinde Rhönblick, welche durch Verordnung des Innenministers des Landes Thüringen gebildet wurde.

## Sehenswürdigkeiten
- In strategisch günstiger Lage auf der höchsten Stelle des Dorfes befindet sich die evangelische Wehrkirche Zum Heiligen Kreuz. Der mit einem Hocheingang geschützte mittelalterliche Wehrturm erhielt später einen Treppenaufgang angefügt. Von den Wehrbauten blieben auch Reste der Ringmauer mit Schießscharten und drei Gadengebäude erhalten. Das als Chorturmkirche im Jahr 1617 neu errichtete Gotteshaus besitzt einen Kanzel-Orgel-Altar im Stil der Rokokozeit. Die Emporenbrüstungen sind bemalt. Die Kirche wurde von 1995 bis 2000 mit Unterstützung der Deutschen Stiftung Denkmalschutz saniert.[5]
- Das Ortsbild wird von hennebergisch-fränkischen Fachwerkbauten geprägt, vor allem das 1541 erbaute Pfarrhaus ist sehenswert.
- Das Heimatmuseum befindet sich nahe der Kirche.
- In der Nähe des Ortes befinden sich zwei Sühnekreuze, die auf ein vorgeschichtliches Hügelgrab gesetzt wurden, dieses datiert vermutlich aus der La-Tène-Zeit.

## Söhne und Töchter
- Johannes Voigt (1786–1863), Historiker
- Otto Götz (1895–1995), Schachspieler und Schachkomponist
- Hilda Zensen-Grahner (1917–2007), Ehrenpräsidentin der Deutschen China-Gesellschaft e. V.[6]